# 南通市第一初级中学
南通市第一初级中学，当地简称一初中，是江苏省南通市的一所初级中学，由江苏省南通第一中学拆分的初中部而来。隶属于南通市教育局，是市直属学校。

## 历史
南通市第一初级中学创建于1919年，前身是一所英化私立学校。1952年更名南通市初级中学，后曾名南通市第一中学、江苏省南通第一中学。2002年初、高中部分校区办学。起初，初中部为民办学校，曾名静海中学、崇海中学；2009年被南通市政府批准成立公办中学，取名南通市第一初级中学，隶属于南通市教育局。

## 校园及师资
南通市第一初级中学位于南通市崇川区新城的核心区，学校占地88亩，总建筑面积2.7万平方米，共有42个教学班，教职工222人，在职教师201人，包括2名特级教师。
学校的首届毕业生中300余人（约占参考人数的40%）考入重点高中，2017年南通市中考状元戴陈驹即出自第一初中。

## 荣誉
南通市第一初级中学获得了“全国科技教育特色学校”、“江苏省最具影响力初中”、“南通市文明单位”等多个国家级及省市级荣誉称号。